# 芸空の会
芸空の会（げいくうのかい）は、武蔵野美術大学で「芸能や空間」を学んだ1万人以上の同窓会組織である。正式名称は「武蔵野美術大学 校友会 芸空の会」で、同大学全卒業生を包括する校友会の支部組織である。対象となる同窓生は卒業と同時に会員資格を有する。略称は芸空（げいくう）。

## 目的
武蔵野美術大学 造形学部 空間演出デザイン学科（旧芸能デザイン学科）を中心に同大学空間系学科の卒業生および在籍した者を対象として、世代や環境、国籍、地域を超えて相互に親睦とネットワークの強化をはかり、共に社会のなかで更なる発展を目指すことを目的として創設された。

## 沿革
- 2000年（平成12年）- 田中栄作主任教授（当時）の呼びかけにより「短芸短空会」を発足。（会長：川口直次、副会長：椎名純子）
- 2002年（平成14年）- 「短芸短空会」を母体に空間演出デザイン学科（旧芸能デザイン学科）の全卒業生を包括する校友会支部組織として「芸空の会」発足。（初代会長：大熊俊隆、事務局長：馬口千明）
- 2014年（平成26年）- 組織変更（会長：官浪辰夫、事務局長：大抜久敏）
- 2015年（平成26年）- 組織変更（会長：官浪辰夫、副会長：篠原規行、事務局長：大抜久敏）
- 2025年（令和7年）- 組織変更（会長：足立光、副会長：篠原規行／北川陽史、事務局長：福田寿寛）[1]

## 対象となる学科
- 武蔵野美術学校 本科 演劇映画美術科（校本演）
- 武蔵野美術学校 本科 デザイン科 芸能デザイン専攻（校本デ芸）
- 武蔵野美術大学 造形専攻科 芸能デザイン専攻（大専芸）
- 武蔵野美術大学 造形学部 産業デザイン学科 芸能デザイン専攻（学産芸）
- 武蔵野美術大学 造形学部 芸能デザイン学科（学芸）
- 武蔵野美術大学 造形学部 空間演出デザイン学科（学空）
- 武蔵野美術大学 造形学部 空間演出デザイン学科 空間演出デザイン専攻（学空空）
- 武蔵野美術大学 造形学部 空間演出デザイン学科 ファッションデザイン専攻（学空ファ）
- 武蔵野美術短期大学 美術科 芸能デザイン専攻（短美芸）
- 武蔵野美術短期大学 デザイン美術科 芸能デザイン専攻（短デ美芸）
- 武蔵野美術短期大学 デザイン科 芸能デザイン専攻（短芸）
- 武蔵野美術短期大学 デザイン科 芸能デザイン専攻 芸能デザインコース（短デ芸）
- 武蔵野美術短期大学 デザイン科 芸能デザイン専攻 アパレルデザインコース（短芸アパ）
- 武蔵野美術短期大学 デザイン科 空間演出デザイン専攻 空間演出デザインコース（短デ空）
- 武蔵野美術短期大学 デザイン科 空間演出デザイン専攻 アパレルデザインコース（短空アパ）
- 武蔵野美術短期大学 通信教育部 デザイン美術科 芸能デザイン専攻（通デ美芸）
- 武蔵野美術短期大学 通信教育部 デザイン科 芸能デザイン専攻（通デ芸）
- 武蔵野美術大学 短期大学部 デザイン科 空間演出デザイン専攻（短デ空）
- 武蔵野美術大学 短期大学部 デザイン科 空間演出デザイン専攻 シニックコース（短デ空シ）
- 武蔵野美術大学 短期大学部 デザイン科 空間演出デザイン専攻 ディスプレイコース（短デ空デ）
- 武蔵野美術大学 短期大学部 デザイン科 空間演出デザイン専攻 アパレルコース（短デ空ア）
- 武蔵野美術大学 短期大学部 通信教育部 デザイン科 ディスプレイコース（通デティ）
- 武蔵野美術短期大学 通信教育課程 工業工芸デザイン学科 スペースデザインコース

## 組織構成
会長
- 足立光（1990年卒）

副会長
- 篠原規行（1984年卒）
- 北川陽史（2007年卒）

顧問
- 田中栄作（1959年卒 ※東京芸術大学）
- 小石新八（1959年卒）
- 川口直次（1961年卒）
- 官浪辰夫（1976年卒）

事務局
- 事務局長：1名
- 副事務局長：1名
- 会計役：1名

委員会
- 委員：16名

会員
- 約10,000名[2]（武蔵野美術大学造形学部空間演出デザイン学科（旧芸能デザイン学科）を中心に同大学空間系学科の卒業生および在籍した者）

### 公式サイト
- 芸空の会

### 大学・学科サイト
- 武蔵野美術大学
- 武蔵野美術大学 造形学部 空間演出デザイン学科
- 武蔵野美術大学 通信教育課程

### 校友会サイト
- 武蔵野美術大学 校友会